# Larentia approximata
Larentia approximata là một loài bướm đêm trong họ Geometridae.